# Stazione di Padula

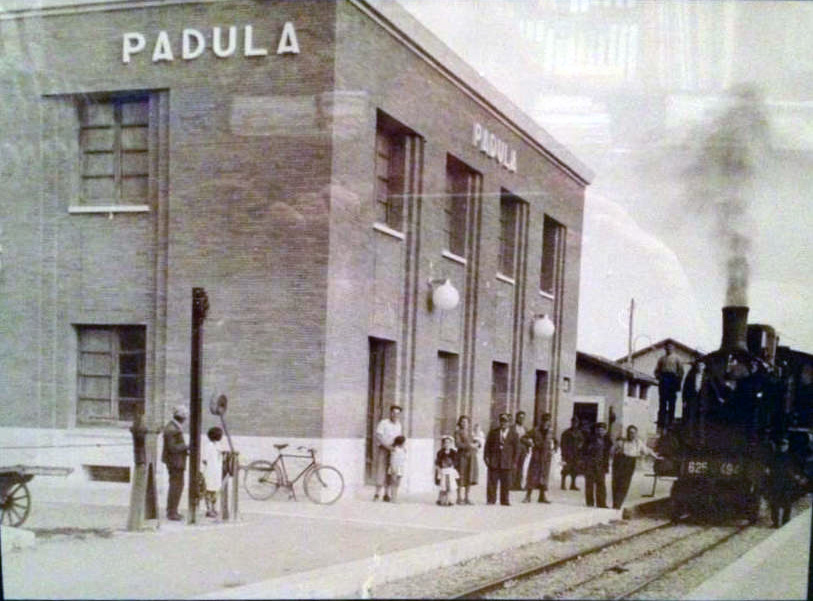
La stazione negli anni 30.

La stazione di Padula fu una stazione ferroviaria posta sulla linea Sicignano-Lagonegro. Serviva il centro abitato di Padula, ma l'attività è abolita dal 1987. Tuttavia è presente un servizio sostitutivo esercitato con autobus.
La stazione era situata presso il crocevia per Padula, sulla strada statale 19, a pochi km dalla Certosa di San Lorenzo. L'edificio della stazione è abbandonato, soggetto a vandalismi e sommerso dalla vegetazione. Nell'agosto 2018, RFI richiede l'abbattimento del ponte ferroviario posto all'uscita della stazione, per «ragioni di sicurezza pubblica».

## Progetti e proposte di recupero
Nel 2017 il comune di Padula lancia una proposta per un progetto di recupero dell'edificio della stazione, richiedendo la concessione di quest'ultimo a RFI per destinare l'edificio alla creazione di un centro per anziani, e un ambulatorio veterinario, ma il progetto non venne realizzato.
Nel 2018 viene proposto un progetto della regione Campania per la riapertura a fini turistici.